# Gino Vannelli
Gino Vannelli (Montreal, Quebec, 16 de juny de 1952) és un cantant i compositor canadenc de música rock que obtingué grans èxits musicals durant les dècades dels 70 i 80, especialment pel seu àlbum Black Cars (1985).

## Biografia
Vannelli va néixer en el si d'una família italiana resident a Montreal. El seu pare, (Joseph) Russ Vannelli, era cantant en diverses orquestres de ball a Montreal. Gino va estudiar teoria de la música a la Universitat McGill, i amb els seus dos germans Joe (teclista) i Ross (guitarrista) va crear una banda de Rhythm and blues durant la dècada dels 60. El 1969, als disset anys, va signar un contracte amb RCA Records, que li produiria el seu primer senzill, Gina Bold, amb el sobrenom de Vann Elli.
Tanmateix, va ser a Nova York i amb la companyia A&M Records, on va signar el seu primer àlbum Crazy Life (1973). El seu èxit internacional li va arribar anys després amb el disc de jazz rock Brother to Brother (1978) que conté cançons destacades com "Appaloosa", "Feel Like Flying", "I Just Wanna Stop" (nominada als premis Grammy), "Wheels of Life" i "Brother to Brother". Va ser després de la sortida del seu descobridor i copropietari de A&M, Herb Alpert, que el cantant va signar per Arista Records, segell que va produir-li el disc Nightwalker el 1981.
El 1984 es va unir a Dreyfus Records amb qui va materialitzar l'àlbum Black Cars (1985). La cançó que porta el nom del disc fou un gran èxit, que destaca per un so absolutament anys 80 (gràcies a les aportacions dels seus germans Joe i Ross), i també pel videoclip. Dos anys després, va editar Big Dreamers Never Sleep, abans de muntar el seu propi estudi a prop de Portland, Oregon el 1990. En aquest disc hi trobem una de les seves millors balades: Wild Horses. Després va signar amb Verve per a dos àlbums, Yonder Tree (1995) i Slow Love (1998). Després de dos anys de lliçons de cant, es va llançar a la musica clàssica amb Canto (2003). Publicat per BMG Canada, es tracta d'un recull d'onze cançons que fusiona influències contemporànies, clàssiques, pop i celtes.
Després de les seves incursions en el jazz i la clàssica, Vannelli va tornar a les seves arrels i amb Universal Music va signar These Are the Days (2005), que inclou set dels seus primers èxits. Les següents produccions, orientades vers un rock més elaborat, no li han impedit actuar també en festivals de jazz.
Amb una veu prodigiosa i considerat un virtuós amb els arranjaments orquestrals, Vanelli ha estat una figura important de la música dels anys 70 i 80, sovint inclassificable, cosa que no li ha valgut un més ampli reconeixement popular. Diverses produccions han tingut un èxit més que apreciable i la seva trajectòria ha estat coronada per l'obtenció de diversos reconeixements dels canadencs Premis Juno.

## Discografia

#### Àlbums d'estudi
- Crazy Life (1973)
- Powerful People (1974)
- Storm At Sunup (1975)
- Gist Of The Gemini (1976)
- Pauper In Paradise (1977)
- Brother To Brother (1978)
- Nightwalker (1981)
- Black Cars (1985)
- Big Dreamers Never Sleep (1987)
- Inconsolable Man (1990)
- Live In Montreal (1991)
- Yonder Tree (1995)
- Slow Love (1998)
- North Sea Jazz Festival (2002)
- Canto (2003)
- These Are the Days (2005)
- A Good Thing (2009)
- Stardust In The Sand (2009)
- Live in LA (2015)
- Wilderness Road (2019)

#### Recopilatoris
- Sonido Vannelli (1976)
- The Best Of Gino Vannelli (1980)
- Classics Volume 7 (1987)
- The Very Best Of Gino Vannelli (1988)
- Greatest Hits & More (1997)
- A&M Digitally Remastered Best (1998)
- Ultimate Collection (2000)
- The Best Of Gino Vannelli - 20th Century Masters: Millennium Collection (2002)
- The Ultimate Collection (2003)
- These Are The Days (2005)
- The Very Best Of Gino Vannelli (2006)
- Best And Beyond (2009)
- Nightwalker+Black Cars (2009)
- Powerful People/Storm At Sunup (2009)
- Gino Vannelli (2011)
- Wild Horses: His Greatest Hits (2013)
- Collected (2014)
- Icon (2016)